# Voetbalkampioenschap van Main-Hessen
Het voetbalkampioenschap van Main-Hessen was een van de regionale voetbalcompetities van de Zuid-Duitse voetbalbond, die bestond van 1927 tot 1933. De voorgaande seizoenen bestond de Zuid-Duitse competitie uit vijf Bezirksliga's. Van 1919 tot 1923 waren er tien Kreisliga's. In 1927 werden er acht competities ingevoerd, die wel nog onder de noemer van vier Bezirksliga's verder speelden.
Er werd evenwel niet teruggegrepen naar de twee aparte groepen van de Rijnhessen-Saar. De clubs uit de Hessense competitie vielen onder de Bezirksliga Main-Hessen, terwijl die van de Saarcompetitie naar de Bezirksliga Rhein-Saar gingen. De clubs uit de voormalige Maincompetitie werden dan overgeheveld naar deze Bezirksliga.
Eintracht Frankfurt domineerde de competitie en bood ook als een van de weinige clubs weerwerk aan de hegemonie van de Beierse clubs. In 1928, 1931 en 1933 plaatsten ze zich voor de nationale eindronde als vicekampioen en in 1930 en 1932 als kampioen. In 1932 wisten ze ook de nationale finale te bereiken, die ze verloren van FC Bayern München. FSV Frankfurt speelde van 1928 tot 1930 en in 1932 telkens de wedstrijd om de derde Zuid-Duitse deelnemer, maar verloor deze wedstrijd telkens. In 1933 werden ze dan Zuid-Duits kampioen en konden ze zich eindelijk voor de nationale eindronde plaatsen, waar ze in de tweede ronde verloren.
In 1933 kwam de NSDAP aan de macht in Duitsland en werden alle regionale voetbalbonden opgeheven. De Gauliga werd ingevoerd als hoogste klasse. De clubs gingen in Gauliga Südwest-Mainhessen spelen.

## Erelijst
| Jaar | Kampioen                 | Competitie |
| ---- | ------------------------ | ---------- |
| 1928 | Frankfurter SG Eintracht | Main       |
| 1928 | VfR Wormatia Worms 1908  | Hessen     |
| 1929 | Frankfurter SG Eintracht | Main       |
| 1929 | VfR Wormatia Worms 1908  | Hessen     |
| 1930 | Frankfurter SG Eintracht | Main       |
| 1930 | VfR Wormatia Worms 1908  | Hessen     |
| 1931 | Frankfurter SG Eintracht | Main       |
| 1931 | VfR Wormatia Worms 1908  | Hessen     |
| 1932 | Frankfurter SG Eintracht | Main       |
| 1932 | 1. FSV Mainz 05          | Hessen     |
| 1933 | FSV 1899 Frankfurt       | Main       |
| 1933 | 1. FSV Mainz 05          | Hessen     |

## Seizoenen eerste klasse
| Club                           | /6 | Seizoenen (1927-1933) |
| ------------------------------ | -- | --------------------- |
| Frankfurter SG Eintracht       | 6  | 1927-1933             |
| FSV 1899 Frankfurt             | 6  | 1927-1933             |
| SG Rot-Weiß 1901 Frankfurt     | 6  | 1927-1933             |
| FC Union 07 Niederrad          | 6  | 1927-1933             |
| 1. Hanauer FC 93               | 6  | 1927-1933             |
| Offenbacher FC Kickers 1901    | 6  | 1927-1933             |
| VfR Wormatia 08 Worms          | 6  | 1927-1933             |
| 1. FSV Mainz 05                | 6  | 1927-1933             |
| VfL 03 Neu-Isenburg            | 6  | 1927-1933             |
| SV Wiesbaden 1899              | 6  | 1927-1933             |
| FC Alemannia 05 Worms          | 6  | 1927-1933             |
| FV Germania 1901 Bieber        | 5  | 1928-1933             |
| 1. FC 1903 Langen              | 5  | 1928-1933             |
| SV Darmstadt 98                | 4  | 1927-1928, 1929-1932  |
| SpVgg 03 Fechenheim            | 3  | 1927-1929, 1930-1931  |
| FVgg 1910 Hassia Bingen        | 3  | 1927-1930             |
| FC Viktoria 09 Urberach        | 3  | 1930-1933             |
| SV Viktoria 01 Aschaffenburg   | 2  | 1927-1929             |
| Frankfurter FC Germania 1894   | 2  | 1927-1928, 1931-1932  |
| TSG 01 Höchst                  | 2  | 1927-1929             |
| SpVgg 04 Arheilgen             | 2  | 1927-1929             |
| SpVgg 1902 Griesheim           | 2  | 1929-1930, 1931-1932  |
| Kasteler FVgg 06               | 2  | 1931-1933             |
| SC Olympia Lorsch              | 2  | 1931-1933             |
| Sport 1860 Hanau               | 1  | 1927-1928             |
| VfR 1900 Offenbach             | 1  | 1927-1928             |
| FC Viktoria 1894 Hanau         | 1  | 1927-1928             |
| FV Germania Wiesbaden          | 1  | 1927-1928             |
| SpVgg Hanau 1860/1894          | 1  | 1928-1929             |
| FSV 06 Heusenstamm             | 1  | 1931-1932             |
| SV Rot-Weiß Walldorf           | 1  | 1931-1932             |
| Frankfurter FV Sportfreunde 04 | 1  | 1932-1933             |
| VfB Friedberg                  | 1  | 1932-1933             |
| VfR 1910 Bürstadt              | 1  | 1932-1933             |
| FVgg 03 Mombach                | 1  | 1932-1933             |

1927/28 · 1928/29 · 1929/30 · 1930/31 · 1931/32 · 1932/33